# Estación Vicente Casares
Vicente Casares es una estación ferroviaria ubicada en la localidad homónima, en el partido de Cañuelas, Provincia de Buenos Aires, Argentina.

## Servicios
Es un centro de transferencia intermedio del servicio diésel metropolitano e interurbano de la Línea General Roca que se presta las estaciones Ezeiza y  Cañuelas.

## Ubicación
Junto a la estación se encuentra la planta LOMASER perteneciente a la firma cementera Loma Negra, a la cual acceden los trenes de carga de Ferrosur Roca.

## Diagrama
| Plataforma Sur   |                                                                     |
| Vía 1            | Trenes a Cañuelas provenientes de Ezeiza (próxima Alejandro Petión) |
| Vía 2            | Trenes a Ezeiza provenientes de Cañuelas (próxima Máximo Paz)       |
| Plataforma Norte |                                                                     |